# U-Bahnhof Herne Mitte
Der U-Bahnhof Herne Mitte ist ein Tunnelbahnhof der Stadtbahn Bochum in der kreisfreien Stadt Herne im Ruhrgebiet.

## Lage und Aufbau
Der U-Bahnhof befindet sich zentral gelegen in der Innenstadt Hernes im Untergrund der Bahnhofstraße. In seinem Umfeld befinden sich mehrere Geschäfte sowie das Finanzamt Herne.
Er liegt etwa 450 m südlich des benachbarten U-Bahnhofs Herne Bahnhof und etwa 700 m nördlich des benachbarten U-Bahnhofs Archäologie-Museum/Kreuzkirche.
Der zweigleisige U-Bahnhof besitzt zwei Seitenbahnsteige.

## Linien
Der U-Bahnhof wird durch die Linie U35 der Stadtbahn Bochum innerhalb des Verkehrsverbundes VRR bedient.
| Linie | Verlauf / Anmerkungen | Takt (Mo–Fr) |
| ----- | --- | ------------ |
| U 35  | U Herne, Schloß Strünkede – U Herne Bf – U Herne Mitte – U Archäologie-Museum/Kreuzkirche – U Hölkeskampring – U Herne, Berninghausstraße – U Bochum, Rensingstraße – U Riemke Markt – U Zeche Constantin – U Feldsieper Straße – U Deutsches Bergbau-Museum – U Bochum Rathaus (Nord) – U Bochum Hbf – U Oskar-Hoffmann-Straße – U Waldring – Wasserstraße – Brenscheder Straße – Markstraße – Gesundheitscampus – Ruhr-Universität – Lennershof BO – Bochum Hustadt (TQ) Die Linie U 35 heißt auch „CampusLinie“ | 10 min       |

Neben der Stadtbahn-Linie U35 bedienen den Bereich der Station an der Oberfläche mehrere Buslinien Hernes, die Verbindungen mit allen Stadtteile herstellen.
| Linie | Verlauf | Takt (Mo–Fr)                                                               | Betreiber |
| ----- | --- | -------------------------------------------------------------------------- | --------- |
| 311   | Herne Zechenring – Horsthausen – Herne Bf – Herne Mitte – Archäologie-Museum/Kreuzkirche – Am Stadtgarten – Akademie Mont-Cenis – Börnig – (Schadenburgstr./Börnig Bf – Teutoburgia) / Realschule Sodingen – Holthausen – Castrop Münsterplatz                                                                                               | 30 min (Horsth.–Herne Bf) 10 min (Herne Bf–Holth.) 20 min (Holth.–Castrop) | HCR       |
| 312   | (Wanne Waldfriedhof –) Herne Im Dannekamp – Wanne Markt – Mondpalast – Wanne-Eickel Hbf – Juliastraße/Großmarkt – Herne Bf – Herne Mitte – Kulturzentrum – Hölkeskampring – Marienhospital (→ Flottmann-Hallen) – Herne-Südpool (ab/bis Wanne Waldfriedhof nur samstags, sonn- und feiertags tagsüber)                                       | 20 min                                                                     | HCR       |
| 321   | Herne Mitte – Herne Bf – Horsthausen – Zechenring – Börnig – Akademie Mont-Cenis – Sodingen – Herne-Tierpark Gysenberg – Siedlung Constantin – Bochum-Gerthe Mitte – Schwerinstr. | 30 min (Herne Mitte–Constantin) 60 min (Constantin–Gerthe)                 | HCR       |
| 323   | Bickern – Mondpalast – Wanne-Eickel Hbf – Crange – Baukau-Ost – Herne Bf – Herne Mitte – Archäologie-Museum/Kreuzkirche – Krankenhaus Wiescherstr. − Tierpark Gysenberg – Siedlung Constantin – Bochum-Hiltrop Kirche | 20 min                                                                     | HCR       |
| 324   | Castrop Münsterplatz – Holthausen Süd (Friedhof) – Sodingen Mitte – Akademie Mont-Cenis – Gysenbergpark/LAGO – Ostbachtal – Archäologie-Museum/Kreuzkirche – Herne Mitte – Herne Bf Fahrten ab Herne Mitte montags bis freitags als Linie 321 und samstags als Linie 351 in Richtung Herne Bf                                                | 30 min                                                                     | HCR       |
| 337   | Herne Bf – Herne Mitte – Archäologie-Museum/Kreuzkirche – Krankenhaus Wiescherstr. – Marienhospital – Hölkeskampring – Bochumer Str. – Südstr. – Feldkampstr. Fahrten ab Herne Mitte wochentags, sonntags als Linie 351 und samstags als Linie 321 in Richtung Herne Bf                                                                      | 60 min                                                                     | HCR       |
| 351   | Herne Mitte – Herne Bf – Vinckestr. – Börnig – Schadenburgstr./Börnig Bf – Teutoburgia – Holthausen – Castrop Gewerbegebiet Westring – Castrop-Rauxel-Behringhausen – Castrop Münsterplatz | 30 min                                                                     | HCR       |
| 362   | Siedlung Eichenforst – Pantringshof – Schloß Strünkede – Herne Bf – Herne Mitte – Kulturzentrum – Holsterhausen Süd – Solbad – Wanne-Eickel Hbf | 15 min                                                                     | HCR       |
| 366   | Bochum-Langendreer Luchsweg – BO-Langendreer West – Werne – Ruhr-Park – Kirchharpen – Rosenberg – Hiltrop Kirche – Marienhospital Herne – Archäologie-Museum/Kreuzkirche – Herne Mitte – Herne Bf | 60 min                                                                     | Bogestra  |
| 367   | (Herne Bf →) Herne Mitte – Archäologie-Museum/Kreuzkirche – Marienhospital – Herne-Südpool – Bochum-Bergen – Hiltrop Fahrten ab Herne Mitte montags bis freitags als Linie 351 und samstags als Linie 321 in Richtung Herne Bf | 60 min                                                                     | HCR       |
| 390   | Linden Mitte – Oberdahlhausen Scharpenseelstr. – Höntrop Gerdes Feld – WAT-Höntrop – Höntrop Kirche – Wattenscheid August-Bebel-Platz – Günnigfeld Ulrichstr. – Bochum-Hordel Röhlinghauser Str. – Herne-Röhlinghausen Markt – Eickel Auf der Wenge – Holsterhausen Dorstener Str. – Herne Mitte – Herne Bf                                  | 30 min                                                                     | Bogestra  |
| 391   | Herne Bf – Herne Mitte – Holsterhausen – Eickel – Röhlinghausen – Wanne-Eickel Hbf | 30 min                                                                     | HCR       |
| NE31  | NachtExpress: Herne Bf → Herne Mitte → Archäologie-Museum/Kreuzkirche → Sodingen → Akademie Mont-Cenis → Holthausen → Börnig → Horsthausen Süd → Herne Bf Fährt in den Nächten Freitag/Samstag, Samstag/Sonntag, vor Feiertagen und nach besonderer Ankündigung                                                                              | 60 min                                                                     | HCR       |
| NE32  | NachtExpress: Herne Bf → Horsthausen → Pantringshof → Schloß Strünkede → Herne Bf → Herne Mitte → Archäologie-Museum/Kreuzkirche → Tierpark Gysenberg → Siedlung Constantin → Herne-Süd → Flottmann-Hallen → Hölkeskampring → Herne Bf Fährt in den Nächten Freitag/Samstag, Samstag/Sonntag, vor Feiertagen und nach besonderer Ankündigung | 60 min                                                                     | HCR       |
| NE33  | NachtExpress: Herne Bf → Herne Mitte → Kulturzentrum → Holsterhausen → Solbad → Wanne-Eickel Hbf → Baukau → Herne Bf Fährt in den Nächten Freitag/Samstag, Samstag/Sonntag, vor Feiertagen und nach besonderer Ankündigung | 60 min                                                                     | HCR       |